# يوكي تسونودا
يوكي تسونودا (مواليد 11 مايو 2000) هو سائق سيارات ياباني يشارك في مسابقة فورمولا 1 مع فريق سكودريا ألفا توري.

## روابط خارجية
- يوكي تسونودا على موقع Racing-Reference.info (الإنجليزية)
- يوكي تسونودا على موقع DriverDB.com (الإنجليزية)
- يوكي تسونودا على موقع AS.com (الإسبانية)